# Alluaudina
Alluaudina is een geslacht van slangen uit de familie Pseudoxyrhophiidae.

## Naam en indeling
Er zijn twee soorten, de wetenschappelijke naam van de groep werd voor het eerst voorgesteld door François Mocquard in 1894.

## Uiterlijke kenmerken
De slangen zijn van de meeste andere soorten op Madagaskar te onderscheiden door de gekielde schubben aan de bovenzijde van het lichaam. Deze komen verder alleen bij soorten uit het geslacht Langaha voor. De hebben een ronde tot verticaal elliptische pupil.

## Verspreiding en habitat
De soorten komen voor in delen van Afrika en leven endemisch op Madagaskar, inclusief het eilandje Nosy Be. De habitat bestaat uit droge tropische en subtropische bossen, vochtige tropische en subtropische laaglandbossen en grotten.

## Beschermingsstatus
Door de internationale natuurbeschermingsorganisatie IUCN is aan beide soorten een beschermingsstatus toegewezen. Een soort wordt beschouwd als 'veilig' (Least Concern of LC) en een soort als 'bedreigd' (Endangered of EN).

## Soorten
Het geslacht omvat de volgende soorten, met de auteur en het verspreidingsgebied.
| Naam                 | Auteur         | Verspreidingsgebied           | Beschermingsstatus |
| -------------------- | -------------- | ----------------------------- | ------------------ |
| Alluaudina bellyi    | Mocquard, 1894 | Madagaskar, inclusief Nosy Be |                    |
| Alluaudina mocquardi | Angel, 1939    | Madagaskar                    |                    |